# Smilia fasciata
Smilia fasciata är en insektsart som beskrevs av Charles Jean-Baptiste Amyot och Jean Guillaume Audinet Serville. Smilia fasciata ingår i släktet Smilia och familjen hornstritar. Inga underarter finns listade i Catalogue of Life.